# شهریار فریوسفی
شهریار فریوسفی (زادهٔ ۱۴ فروردین ۱۳۳۵ – درگذشتهٔ ۱۵ تیر ۱۳۸۸) آهنگساز و نوازندهٔ تار، سه‌تار، بم‌تار، دیوان و سیتار بود.

## زندگی و فعالیت هنری
شهریار فریوسفی در سال ۱۳۳۵ در تهران متولد شد. پس از پایان تحصیلات ابتدایی در مدرسهٔ محتشم کاشانی با تشویق پدر به هنرستان موسیقی ملی راه یافت. او که نزد هنرمندانی نظیر علی‌اکبر شهنازی و هوشنگ ظریف نواختن تار را فراگرفت، از سال ۱۳۵۰ همکاری خود را با ارکستر فرامرز پایور آغاز و در فستیوال‌های موسیقی ملل در الجزایر و ایتالیا شرکت کرد. وی از سال ۱۳۵۳ به همراه «گروه سماعی» همکاری خود را با ارکستر رادیو آغاز کرد و در نقاط مختلف ایران به اجرای برنامه پرداخت. وی همچنین در شورای عالی موسیقی صدا و سیما عضویت داشت. او در بسیاری از آثار موسیقی به عنوان نوازنده حضور داشت. شهریار فریوسفی دو فرزند به نام‌های پدرام فریوسفی و پانیذ فریوسفی دارد که هر دو از نوازندگان ویلن هستند. برادرِ او نیز امیرشاهرخ فریوسفی خوشنویس، مجسمه‌ساز و گرافیست است.

## آثار
شهریار فریوسفی در نوازندگی بسیاری از آثار موسیقی زمان خود حضور داشته‌است که برخی از آنان عبارتند از:
- عشق و شب و شیدایی (آلبوم) - مهیار شادروان (تکنواز تار)
- نسیم وصل - همایون شجریان و محمدجواد ضرابیان (نوازنده تار)
- کوگ مست (آلبوم) -صمد عقاب و رحیم فتحعلی زاده (نوازنده تار و بم‌تار)
- سروناز (آلبوم) - صمد عقاب و محمد علی کیانی نژاد (نوازنده تار و بم تار)
- گلریزان - محمد علی کیانی نژاد (نوازنده تار و بم تار)
- مندیر (آلبوم) - محمدعلی کیانی نژاد (نوازنده تار و تارباس)
- بی‌دلان - منوچهر طاهرزاده (نوازنده تار)
- عاشقانه - تورج زاهدی (نوازنده بم‌تار و تار)
- صدای آشنا - محمد منتشری (آهنگساز)
- از دست عشق - عزیز شاهرخ (نوازنده سه‌تار)
- ایران زمین - بیژن بیژنی (نوازنده دوتار، تار و سه‌تار)
- نهان‌خانه دل - بیژن بیژنی (نوازنده سه‌تار، دوتار و تار)
- عشق و مستی - حسام‌الدین سراج (نوازنده تار و دیوان)
- موسیقی فیلم مادر - ارسلان کامکار (نوازنده تار)
- شکوفه اشک - احمدعلی راغب (نوازنده تار و بم‌تار)
- سریال امام علی - فرهاد فخرالدینی (نوازنده تار و بم‌تار)
- مردان خدا - جلال‌الدین محمدیان (نوازنده بم‌تار و تار)
- روی در آفتاب - صادق چراغی (نوازنده تار)
- نوازندگی در آلبوم موسیقی تنها ماندم به آهنگسازی همایون خرم، تنظیم کامبیز روشن روان و خوانندگی محمد اصفهانی[۳][۴]
- علی ای همای رحمت - محمد اصفهانی آلبوم ماه غریبستان (آهنگساز)
- دیدار - محمدرضا ظفرنژاد (نوازنده تار و سه‌تار)
- آوای روستا - ملیحه سعیدی - حوروش خلیلی (نوازنده تار)
- شبنم صحرایی - ملیحه سعیدی (نوازنده تار)
- آلبوم دهاتی - شادمهر عقیلی (نوازنده تار)
- نای و نی - پدرام درخشانی (نوازنده دیوان)
- مسافری از هند - محمدمهدی گورنگی (نوازنده سیتار)
- عقیق - اکبر گلپایگانی (نوازنده تار)
- بهار باد - ایرج رحمان‌پور (نوازنده تار و بم‌تار)
- حقیقتی شبیه خیال - محمدمهدی گورنگی (نوازنده تار)
- نیلوفرانه - عباس خوشدل، علیرضا افتخاری (نوازنده تار)

## درگذشت
شهریار فریوسفی در ۱۵ تیر سال ۱۳۸۸ درگذشت. او که برای شرکت در مراسم خاکسپاری یکی از بستگانش به کرج رفته بود در راه بازگشت به منزل دچار حمله قلبی شد و پس از انتقال به بیمارستان البرز کرج درگذشت و در قطعه هنرمندان بهشت زهرای تهران به خاک سپرده شد.